# NGC 4488
NGC 4488 è una galassia lenticolare (SB(s)0/a) situata prospetticamente nella costellazione della Vergine alla distanza di 58 milioni di anni luce dalla Terra. 
Fa parte dell'Ammasso della Vergine che, a sua volta, è un componente del Superammasso della Vergine.
Ha un diametro che supera i 35.000 anni luce. Con la sua forma vagamente rettangolare simile a quello osservabile nella galassia LEDA 74886, è priva di un disco interno e sono presenti due bracci che dipartano diagonalmente dal corpo galattico nelle opposte direzioni. Tale aspetto è probabilmente imputabile ad interazioni gravitazionali con altre galassie.